# Barnard de Romans
Pour les articles homonymes, voir Barnard et Bernard de Vienne (homonymie).
Barnard de Romans (né vers 780-841), dit aussi Barnard de Vienne (Bernardus, Bernard), est un saint de l'Église catholique et un archevêque de Vienne, en Dauphiné, de la fin du VIIIe-début du IXe siècle.

## Biographie

### Origines
Barnard ou Bernard (Bernardus, Barnardi), naît vers 778 ou 780, à Izernore (anciennement Izarnodurum), non loin de Nantua, d'une famille noble et puissante, dont il est le plus jeune des enfants.
Son père, nommé Héliarde, l'envoie dès l'âge de dix ans dans un collège de prêtres où il reste quelques années avant que ses parents le rappellent auprès d'eux après le décès de tous ses frères. Fortement épris de piété, ses parents le trouvent presque continuellement en prière et isolé du monde. Cette conduite lui attire le mécontentement de son père qui le lui fait savoir : "A Dieu ne plaise, mon fils, que je blâme le parti de la dévotion que vous paraissez avoir embrassé ; mais faites réflexion que la vertu d'un gentilhomme doit être différente de celle d'un solitaire, et qu'on peut remplir les devoirs du monde sans violer ceux du christianisme : Au reste, je vous vois souvent rêveur et comme un homme qui médite quelque projet; prenez garde, car si vous déshonorez mon nom, votre père deviendra votre persécuteur".

### Carrière militaire
Arrivé à l'âge de dix-huit ans, et pour tenter de le faire renoncer à ses projets, ils pensent lui faire épouser une jeune fille issue d'une riche famille et le former au métier des armes.
Engagé dans l'armée de Charlemagne en 797, il va trouver dans la discipline militaire une rigueur qui va lui convenir et en prenant part aux campagnes d'annexion de la Frise orientale en qualité d'officier, il se distinguera par sa bravoure. En 798, il accompagne le monarque à Aix-la-Chapelle puis reprend la campagne militaire contre les Saxons montrant toujours autant de valeur dans les combats que de sagesse dans ses conseils, ce qui lui attire l'estime des officiers. C'est dans ces années qu'il perd ses parents, ce qui l'incline à retourner chez lui. Il se décide à se séparer de ses biens au profit des pauvres et de quitter son épouse et ses enfants non sans leur laisser le moyen de vivre avec aisance.

### Carrière religieuse
Barnard décide donc en 803 de créer un hospice et de le doter de revenus confortables puis de se retirer dans le Bas-Bugey pour restaurer l'abbaye Notre-Dame d'Ambronay. Au regret d'avoir laissé ses enfants, il fait construire une maison nommée la "chapelle de saint Barnard" au lieu-dit "les sept fontaines" destinée à les recevoir ainsi que les visiteurs de passage. Il passe les premières années à Ambronay en retraite et en prières avant d'être élu au siège d'abbé de ce monastère.
En 810, selon le calcul de son épitaphe, et de mauvaise grâce[réf. nécessaire], il succède à Wolfère à la tête de l'évêché de Vienne, sur l'insistance du pape Léon III qui lui envoie l'abbé Grégoire ainsi qu'une lettre se terminant ainsi : "...Que si cette lettre ne suffit pas pour vous soumettre, nous tiendrons comme une injure faite au saint-siège toute la désobéissance que vous montrerez à notre cher frère Grégoire que nous envoyons en qualité de légat". Cette lettre incite donc Barnard à quitter le calme de son monastère pour partir servir le diocèse de Vienne en qualité d'évêque.
Au cours de son épiscopat, il est un ardent partisan de l'adjonction du filioque dans le symbole de la foi et prend parti dans les conflits qui opposent les petits-fils de Charlemagne, ce qui le contraint à l’exil.
Il obtient plusieurs privilèges de l'empereur Louis le Pieux, selon l'abbé et historien Ulysse Chevalier (1879), en 814, 815 et 831. Il reçoit du pape Pascal Ier le pallium, le 5 décembre 817.
Il fait construire en 838 une abbaye bénédictine au bord de l’Isère, près d’un gué très fréquenté nommé "champ de Conquar" et la dédie à Saint Pierre et Saint Paul. Autour de ce monastère, qui prendra son propre nom au XIIIe siècle (Collégiale Saint-Barnard), se développe rapidement une ville alors riche et prospère : Romans-sur-Isère.

### Mort et succession
Barnard meurt le 22 janvier 841, selon son épitaphe,. L'inscription indiquait qu'il est mort après 32 ans d'épiscopat.
Le Regeste dauphinois (1912) d'Ulysse Chevalier donne pour date de ton épitaphe 22 janvier (842). L'historien René Poupardin (1901) retient la date du 23 janvier 842, calculée également d'après l'épitaphe.
Barnard est enseveli le 23 janvier (842).
Agilmar/Aguilmar lui succède dans le cours de l'année,.

## Culte
Barnard est canonisé en 944. Le pape Pie X confirme son culte.
Il figure sur les fêtes du diocèse de Grenoble-Vienne le 23 janvier,.